# 正元 (魏)
正元（せいげん）は、三国時代、魏の高貴郷公曹髦の治世に行われた最初の元号。254年 - 256年。正元3年は6月に改元されて甘露元年となった。

## 西暦・干支との対照表
| 正元 | 元年  | 2年   | 3年   |
| 西暦 | 254年 | 255年 | 256年 |
| 干支 | 甲戌  | 乙亥  | 丙子  |

## 他元号との対照表
| 正元 | 元年   | 2年    | 3年    |
| 蜀   | 延熙17 | 延熙18 | 延熙19 |
| 呉   | 五鳳元 | 五鳳2  | 五鳳3  |